# Kaycee Stroh
Kaycee Stroh (Salt Lake City, Utah; 29 de mayo de 1984) es una actriz, cantante y bailarina estadounidense, conocida por su papel de Martha Cox en la película de Disney Channel High School Musical y sus secuelas High School Musical 2 y High School Musical 3. También actuó en la serie de Disney The Suite Life of Zack & Cody como Leslie. Así mismo la actriz quien interpretó a Martha Cox en la trilogía original, realizó su participación en la serie de Disney+ High School Musical: The Musical: The Series.

## Vida personal
Tiene dos hermanas mayores, quienes fueron bailarinas. 
Así como sus papeles en televisión, Stroh es también un defensora de la Make-A-Wish Foundation, United Cerebal Unidos y Starlight Starbright Children's Foundation.
En el templo de la Iglesia de Jesucristo de los Santos de los Últimos Días en Salt Lake el 9 de enero de 2009, se casó con Ben Higginson, con quien tiene dos hijas: Zetta y Lettie.

## Filmografía
| Año         | Título                                       | Papel      | Notas                                      |
| ----------- | -------------------------------------------- | ---------- | ------------------------------------------ |
| 2023        | High School Musical: The Musical: The Series | Ella misma | Invitada - 4.ª temporada, episodio 1       |
| 2020        | The Disney Family Singalong                  | Ella misma | Especial de televisión                     |
| 2019        | High School Musical: The Musical: The Series | Ella misma | Invitada                                   |
| 2011        | My Ugly Duckling                             | Bertha     | En producción                              |
| 2011        | House of Wax 2                               | Elise      |                                            |
| 2011        | Holly, Jingles and Clyde 3D                  | Tara       | Pre-producción                             |
| 2010        | The League                                   |            | 1 episodio ("High School Reunion")         |
| 2008        | Mother Goose Parade                          |            | TV Movie                                   |
| 2008        | High School Musical 3: Senior Year           | Martha Cox | Personaje principal                        |
| 2007        | High School Musical 2                        | Martha Cox | Disney Channel Original Movie              |
| 2006        | High School Musical                          | Martha Cox | Disney Channel Original Movie              |
| 2006 - 2007 | The Suite Life of Zack & Cody                | Leslie     | 2 episodios ("Benchwarmers", "Volley Dad") |

## Discografía

### Soundtracks
| Año  | Álbum                                  |
| ---- | -------------------------------------- |
| 2006 | High School Musical OST                |
| 2007 | High School Musical 2 OST              |
| 2008 | DisneyMania 6                          |
| 2008 | Princess DisneyMania                   |
| 2008 | High School Musical 3: Senior Year OST |

### Singles
| Año  | Título                                                                    | Álbum                     | Hot 100 Billboard | Pop 100 Billboard | UK |
| ---- | ------------------------------------------------------------------------- | ------------------------- | ----------------- | ----------------- | -- |
| 2006 | "Stick to the Status Quo" (Acreditado como Elenco de High School Musical) | High School Musical OST   | 43                | 37                | -  |
| 2007 | "Work This Out" (Acreditado como Elenco de High School Musical )          | High School Musical 2 OST | 110               | 73                | 78 |